# 秘鲁海军

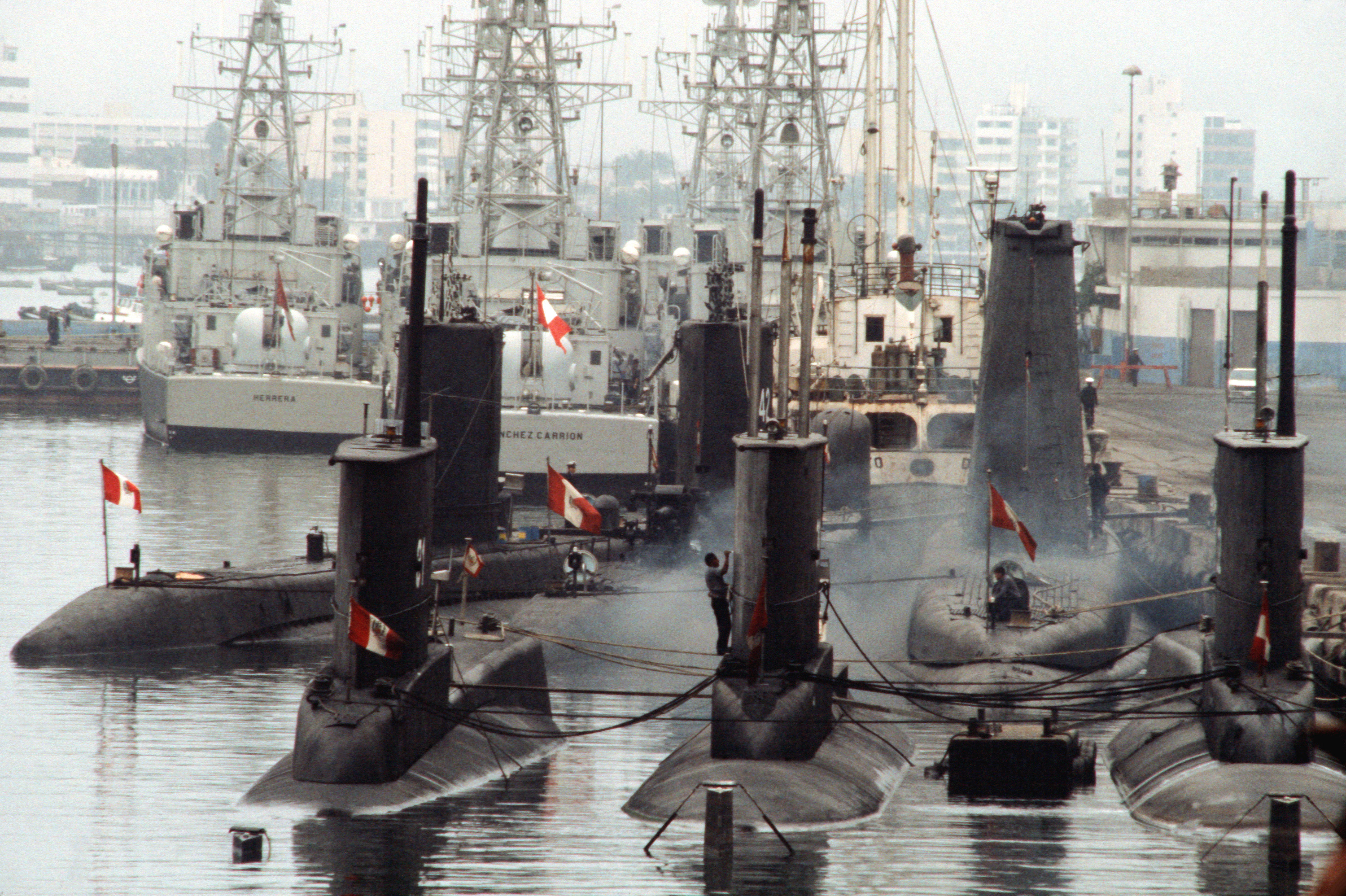
秘魯209型潛艦

秘鲁海军（西班牙語：Marina de Guerra del Perú）是指秘鲁的海军，拥有一支该地区最大的水下作战力量，潜艇总数达8艘。其海军主要由舰艇部队、航空兵部队和海军陆战队三部分组成，海军总人数为27000人，其中军官2450人。秘鲁海军主要担负近海、内河及边境湖区的防御任务。根据作战区域的不同，共划分为三个分舰队和5个海军军区。 秘鲁海军目前拥有常规潜艇、驱逐舰、护卫舰、巡逻艇、两栖作战舰艇以及后勤支援舰船近60艘。 
除此以外，为配合海军作战，秘鲁政府还组建了一支海岸警卫队。该部队1975年前隶属海军管辖，1975年后正式从海军脱离，成为一支独立的海上执法部队。
秘鲁海军雖然規模不大以防禦為主，但曾擁有一艘經過現代化改裝的二戰時期輕型巡洋艦。目前主要以80年代向德國購入的多艘209型潛艇，另外配合義大利製的多艘路普級巡防艦使其成為南美洲一支讓他國有所忌憚的軍事力量。